# Draconarius elatus
Draconarius elatus là một loài nhện trong họ Amaurobiidae.
Loài này thuộc chi Draconarius. Draconarius elatus được Pakawin Dankittipakul & Jia-Fu Wang miêu tả năm 2004.